# Vale das Éguas
Vale das Éguas era una freguesia portuguesa del municipio de Sabugal, distrito de Guarda.

## Historia
Freguesia acusadamente rural y afectada, como tantas otras del interior del país, por un proceso de caída demográfica y envejecimiento de la población (tenía 280 habitantes en 1950), fue suprimida el 28 de enero de 2013, en aplicación de una resolución de la Asamblea de la República portuguesa promulgada el 16 de enero de 2013 al unirse con las freguesias de Ruivós y Ruvina, formando la nueva freguesia de Ruvina, Ruivós e Vale das Éguas.

## Patrimonio
Vale das Éguas está atravesada por el río Coa, en cuya orilla cuenta con una playa fluvial.